# Acropora sarmentosa
Acropora sarmentosa is een rifkoralensoort uit de familie van de Acroporidae. De wetenschappelijke naam van de soort is voor het eerst geldig gepubliceerd in 1892 door Brook.